# Смоленский академический драматический театр имени А. С. Грибоедова
Смоле́нский госуда́рственный академи́ческий драмати́ческий теа́тр имени А. С. Грибоедова — театр в городе Смоленске, один из старейших действующих драматических театров России. Основан в 1780 году.

## История

### XVIII—XIX века
В 1780 году для приезда Екатерины II, сопровождаемой императором Иосифом II, губернатор города князь Н. В. Репнин приготовил «оперный дом», находившийся за Никольскими воротами, где была представлена «благородными обоего пола российская комедия с хором».
Позднее театральные представления стали проходить преимущественно в новом здании Дворянского собрания на Блонье. Выступали в основном гастролирующие труппы и актёры-любители.
Более систематический театральные представления приобрели во второй половине XIX века. Городской театр некоторое время размещался в специальном здании на углу улиц Ленина и Глинки; позднее действовали летние театры в Лопатинском и в Европейском саду; с 1898 по 1914 год спектакли давались в Народном доме на берегу Днепра.

### XX—XXI века
Долгое время в Смоленске не было собственной постоянной театральной труппы. Лишь в 1919 году открылся Смоленский государственный театр, которому было передано бывшее здание кинотеатра «Художественный» с залом на 600 зрителей.
С началом Великой Отечественной войны театр становится первым «Театром Западного фронта». Позже труппу эвакуируют в Красноуральск, а потом — в Муром. В 1944 году труппа возвращается в Смоленск.
В 1991 году с назначением на должность главного режиссёра П. Д. Шумейко Смоленский театр реорганизуют в экспериментальный театр драмы, работающий на контрактной основе. Кроме основной и малой сцены, в театре были открыты музыкальная и театральная гостиные. Создана балетная группа и оркестр. В штат введена должность балетмейстера-постановщика, на которую пригласили Е. И. Егорову, музыкальным руководителем театра становится петербургский композитор В. Л. Бровко. Молодые актёры К. Денискин, В. Годунов, Д. Шумейко пробуют себя в качестве режиссёров-постановщиков. Театр ориентируется на разнообразие жанров и форм. В репертуаре как драматические и музыкально-драматические спектакли, так и рок-опера, мюзиклы, вечера романсов, театральные дивертисменты, концерты артистов балета.
После скоропостижной кончины П. Д. Шумейко в 1999 г. театр возглавил режиссёр И. Г. Войтулевич. С его приходом в театр можно говорить об интеллектуальном театре в Смоленске. С сезона 1997-98 г. с названия театра снято слово «экспериментальный», директором назначена Л. Н. Судовская.
С 2004 года театр стал Смоленским государственным драматическим театром имени А. С. Грибоедова. В репертуаре театра — спектакли по классическим и современным пьесам. Последние годы театр — постоянный участник театральных фестивалей. Один раз в два года на базе театра проводится Международный театральный фестиваль «Смоленский ковчег». Обширна и гастрольная деятельность театра: Тула, Калуга, Орёл, Белгород, Могилёв, Москва, Владимир, Брянск, Санкт-Петербург, Гомель, Рязань, Витебск.
В 2020 году, согласно решению губернатора Смоленской области, театру присвоено звание «Академический».

## Здание театра

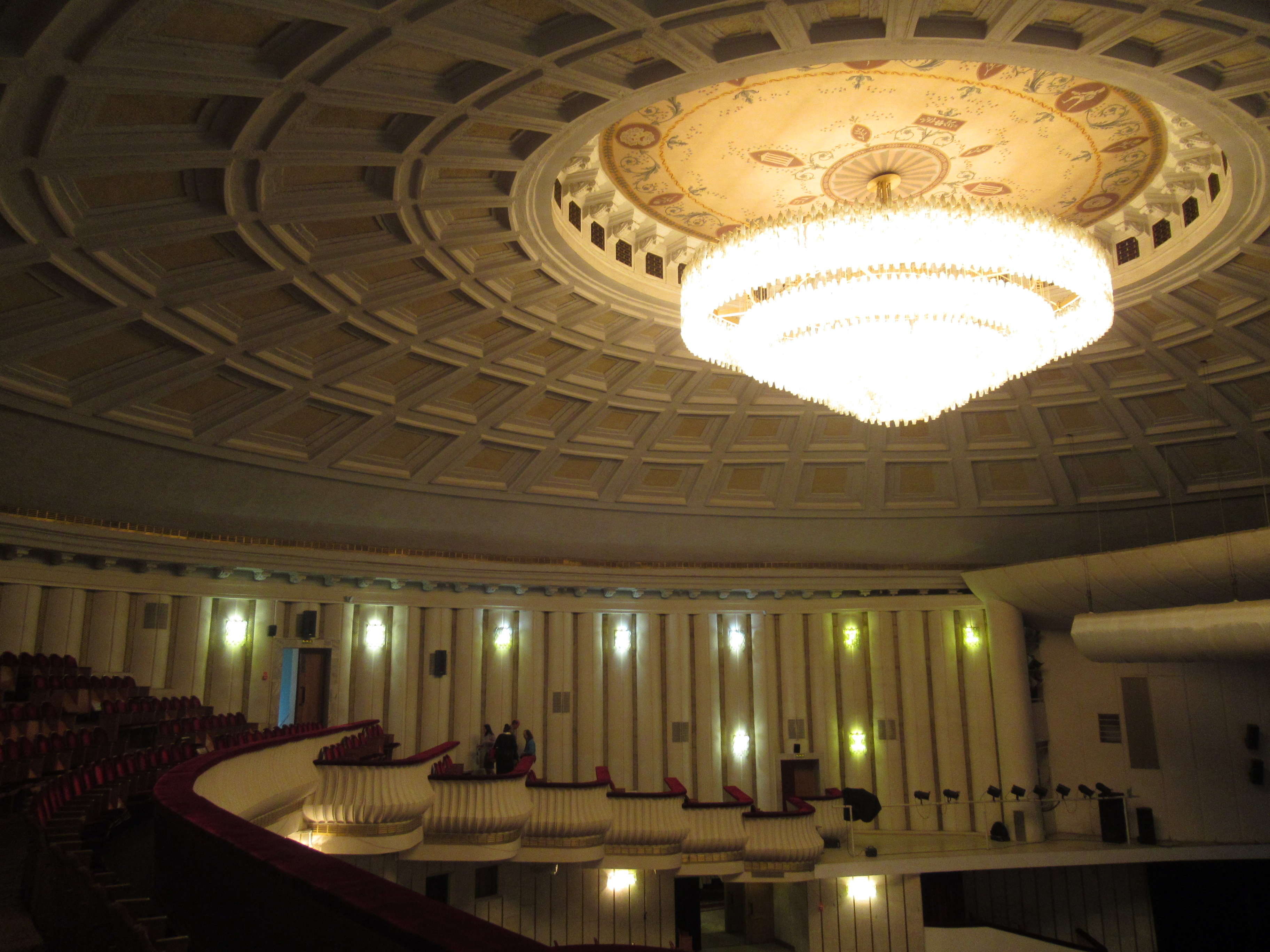
Зал Смоленского драматического театра

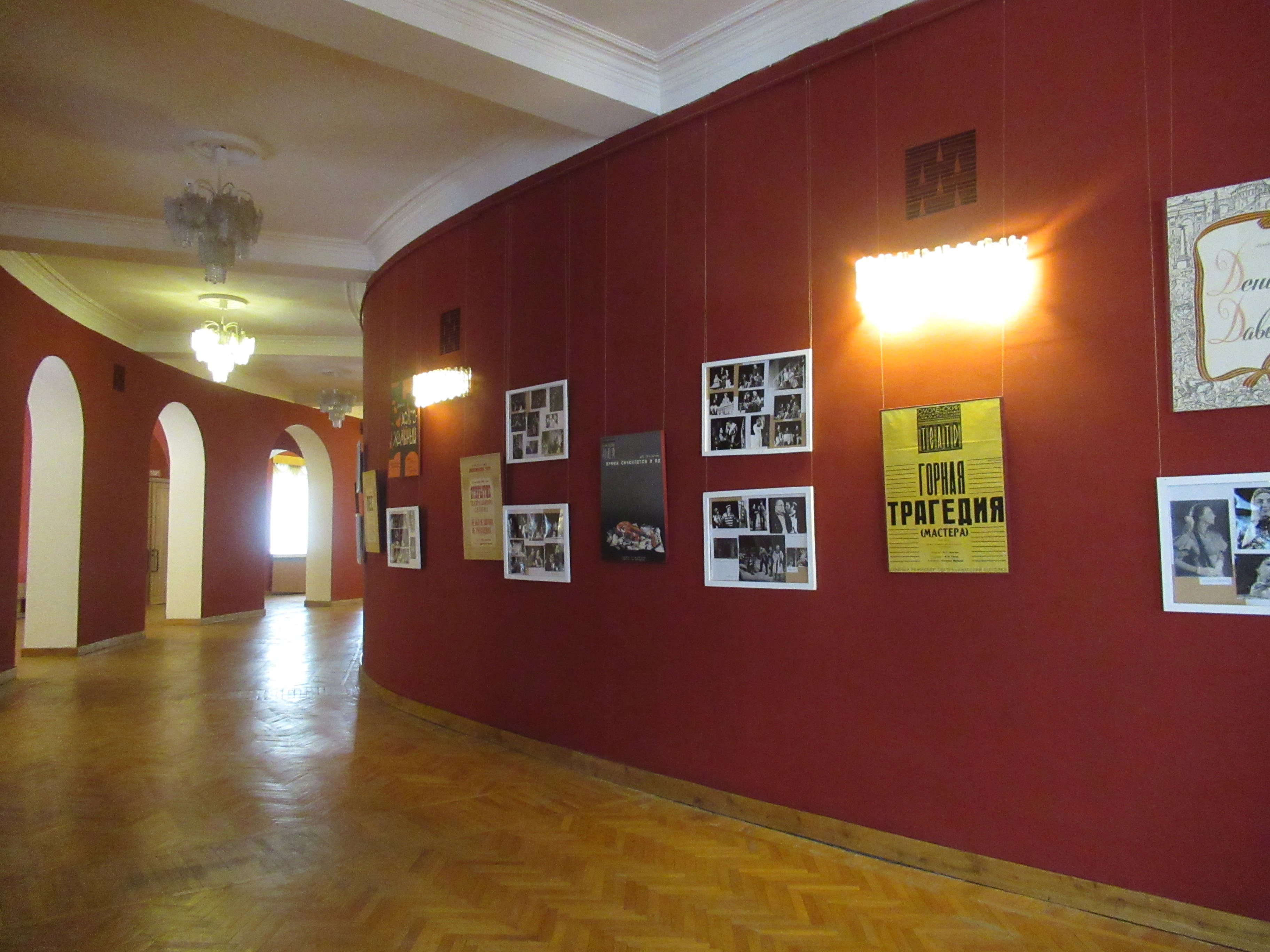
Интерьер Смоленского драматического театра

Первоначально драмтеатр располагался в одноэтажной постройке бывшего кинотеатра «Художественный» в саду «Эрмитаж» (в районе нынешней улицы Ленина).
Современное здание театра построено в 1939 году. Монументальное сооружение возвели по проекту московского архитектора С. А. Ильинской. Драмтеатр оказался выполненным в неоклассическом, «имперском» стиле, характерным для сталинской эпохи. Театр имеет две сцены — большую и малую, и рассчитан на аудиторию в 885 человек.

## Современная труппа театра
Заслуженные артисты России:
- Голованова Ирина Юрьевна;
- Голубев Игорь Викторович;
- Кузьмищев Олег Александрович (также является действующим режиссёром театра);
- Круть Галина Ильинична;
- Тюмин Сергей Борисович;
- Флегантова Инна Дмитриевна.

По состоянию на 01.09.2018
С полным составом труппы театра и репертуарным календарём можно ознакомиться на его официальном сайте в сети Интернет.

## Статьи и публикации
- Светлана Романенко. Испытания и радости // «Страстной бульвар,10» : Журнал. Проект Союза театральных деятелей Российской Федерации. — М., 2010. — Вып. 5 (125). — С. 146—149.
- Дмитрий Комаровский. Смоленскому драмтеатру — 230 лет // Смоленская газета : периодическое издание. — 2010. — 1 ноября (№ 129). — С. 2.
- Чеплевский В. П. Смоленский областной театр драмы. К 60-летию со дня постройки театрального здания (1939) // Культурное наследие земли смоленской : портал. — Смоленск: Главное управление информационных технологий и связи Смоленской области, 2011. Архивировано 21 сентября 2016 года.